# Türkiye Kupası 2020-2021
La Coppa di Turchia 2020-2021, nota come Ziraat Türkiye Kupası 2020-2021 per ragioni sponsorizzazione, è stata la 59ª edizione della coppa nazionale turca, iniziata il 13 ottobre 2020 e terminata il 18 maggio 2021. Il Beşiktaş ha conquistato il trofeo per la decima volta nella sua storia.

## Primo turno
Al primo turno accedono 42 squadre della TFF 3. Lig. Il sorteggio è stato effettuato il 6 ottobre 2020.
| Squadra 1               | Risultato       | Squadra 2          |
| ----------------------- | --------------- | ------------------ |
| 13 ottobre 2020         |                 |                    |
| Çarşambaspor            | 0 – 1           | Yozgatspor 1959    |
| Altındağ Belediyespor   | 1 – 2           | Cankaya            |
| Bergama Belediyespor    | 1 – 0           | Manisaspor         |
| 14 ottobre 2020         |                 |                    |
| Mardinspor              | 0 – 3           | Siirtspor          |
| 1877 Alemdağspor        | 1 – 0 (dts)     | Edirnespor Gençlik |
| Arnavutköy Belediyespor | 2 – 0           | Cengelkoyspor      |
| Elazığ Belediyespor     | 1 – 0           | Batman Petrolspor  |
| Fatsa Belediyespor      | 1 – 2           | Yomraspor          |
| İskenderun D. Ç.        | 2 – 2 (3-4 dtr) | Payas Belediyespor |
| Alanya Kestelspor       | 2 – 0           | Karaman            |
| Kozan Bld               | 2 – 1           | Kahta 02 Spor      |
| Malatyaspor             | 1 – 0           | Adıyamanspor       |
| Sile Yildizspor         | 5 – 1           | Modafen            |
| Türk Metal Kırıkkale    | 2 – 1           | Gölcükspor         |
| Yalovaspor              | 1 – 1 (5-3 dtr) | Halide             |
| Kütahyaspor             | 1 – 0           | Bursa Yıldırımspor |
| Tekirdağspor            | 2 – 1 (dts)     | Bayrampaşaspor     |
| İçel İdmanyurdu         | 1 – 1 (5-4 dtr) | Ceyhanspor         |
| 15 ottobre 2020         |                 |                    |
| Orduspor                | 3 – 2           | Arhavispor         |
| Tokatspor               | 1 – 2           | Erbaaspor          |
| Ispartaspor             | 3 – 2 (dts)     | Kemerspor          |

## Secondo turno
Al secondo turno accedono le 21 squadre vincenti il primo turno e 25 squadre della TFF 3. Lig. Il sorteggio è stato effettuato il 6 ottobre 2020.
| Squadra 1                | Risultato       | Squadra 2               |
| ------------------------ | --------------- | ----------------------- |
| 20 ottobre 2020          |                 |                         |
| Kütahyaspor              | 1 – 2           | Darıca Gençlerbirliği   |
| İçel İdmanyurdu          | 6 – 0           | Payas Belediyespor      |
| Karşıyaka                | 3 – 0           | Bergama Belediyespor    |
| 21 ottobre 2020          |                 |                         |
| Elazığ Belediyespor      | 1 – 2           | Diyarbakırspor          |
| Esenler Erokspor         | 3 – 3 (4-2 dtr) | Arnavutköy Belediyespor |
| Çatalcaspor              | 0 – 1 (dts)     | Sile Yildizspor         |
| Cizrespor                | 2 – 1           | Siirtspor               |
| Ispartaspor              | 0 – 1           | Alanya Kestelspor       |
| 1954 Kelkit Belediyespor | 0 – 1           | Hopaspor                |
| Muğlaspor                | 1 – 1 (3-1 dtr) | Kizilcabolukspor        |
| Nevşehirspor Gençlik     | 1 – 0           | Kozan Bld               |
| Ofspor                   | 0 – 1           | Yomraspor               |
| Sultanbeyli Bld          | 1 – 0           | Yalovaspor              |
| Türk Metal Kırıkkale     | 1 – 1 (4-5 dtr) | Düzcespor               |
| Aksarayspor              | 3 – 2 (dts)     | Malatyaspor             |
| Tekirdağspor             | 2 – 1           | Silivrispor             |
| Fethiyespor              | 2 – 1           | Nazilli Belediyespor    |
| 22 ottobre 2020          |                 |                         |
| Ağrıspor                 | 1 – 2           | Orduspor                |
| Erbaaspor                | 0 – 1           | Yozgatspor 1959         |
| Karaköprü Bld            | 1 – 0           | Osmaniyespor            |
| Tepecik Belediyespor     | 1 – 0           | 1877 Alemdağspor        |
| Derince Belediyespor     | 3 – 0           | Cankaya                 |
| Bucaspor                 | 0 – 1           | Somaspor                |

## Terzo turno
Al terzo turno accedono le 23 squadre vincenti il secondo turno, 18 squadre provenienti dalla TFF 1. Lig, 39 provenienti dalla TFF 2. Lig e 6 provenienti dalla Süper Lig.
| Squadra 1            | Risultato       | Squadra 2              |
| -------------------- | --------------- | ---------------------- |
| 3 novembre 2020      |                 |                        |
| Balıkesirspor        | 2 – 2 (5-6 dtr) | Esenler Erokspor       |
| Tuzlaspor            | 2 – 1           | Bayburtspor            |
| Adanaspor            | 2 – 1           | Aksarayspor            |
| Altay                | 0 – 2           | 1922 Konyaspor         |
| Erzurumspor FK       | 6 – 2           | Karaköprü Bld          |
| Ankaragücü           | 1 – 2           | Kocaelispor            |
| 4 novembre 2020      |                 |                        |
| Ankaraspor           | 3 – 1           | Pazarspor              |
| Bandırmaspor         | 3 – 1           | Derince Belediyespor   |
| Boluspor             | 2 – 1           | Hacettepe              |
| Giresunspor          | 2 – 0           | Tekirdağspor           |
| Hekimoglu Trabzon    | 2 – 1           | Orduspor               |
| Keçiörengücü         | 6 – 0           | Tepecik Belediyespor   |
| Manisa               | 2 – 0           | Gümüşhanespor          |
| Menemen              | 1 – 1 (8-9 dtr) | Erzincanspor           |
| Ümraniyespor         | 0 – 1           | Kırklarelispor         |
| Adana Demirspor      | 3 – 1           | Kestel                 |
| Altınordu            | 2 – 1           | Fethiyespor            |
| Fatih Karagümrük     | 2 – 2 (4-3 dtr) | Nevşehirspor Gençlik   |
| Kayserispor          | 5 – 0           | Yomraspor              |
| Bursaspor            | 1 – 1 (7-6 dtr) | Karşıyaka              |
| 5 novembre 2020      |                 |                        |
| Kastamonuspor        | 1 – 0 (dts)     | Amed                   |
| Afjet Afyonspor      | 2 – 1           | Karabükspor            |
| Ankara Demirspor     | 2 – 0           | Bugsaşspor             |
| Bodrumspor           | 2 – 2 (7-8 dtr) | Niğde Anadolu          |
| Çorum                | 3 – 0           | Eyüpspor               |
| Ergene Velimeşe      | 0 – 3           | Karacabey              |
| Vanspor              | 1 – 2           | Sivas Belediye Spor    |
| İnegölspor           | 2 – 2 (1-4 dtr) | Sultanbeyli Bld        |
| Kahramanmaraş        | 2 – 0           | Somaspor               |
| Kırşehirspor         | 2 – 1 (dts)     | Yozgatspor 1959        |
| Pendikspor           | 3 – 0           | Düzcespor              |
| Samsunspor           | 1 – 3           | Muğlaspor              |
| Sancaktepe           | 2 – 2 (2-3 dtr) | Serik                  |
| Sarıyer              | 2 – 4           | Turgutluspor           |
| Tarsus İdman Yurdu   | 3 – 1           | İçel İdmanyurdu        |
| Utaş Uşakspor        | 6 – 0           | Sile Yildizspor        |
| Zonguldakspor        | 2 – 3           | Darıca Gençlerbirliği  |
| Akhisar Belediyespor | 0 – 0 (4-5 dtr) | Etimesgut Belediyespor |
| Eskişehirspor        | 3 – 2           | Cizrespor              |
| İstanbulspor         | 3 – 2           | Elazığspor             |
| Sakaryaspor          | 2 – 0           | Diyarbakırspor         |
| Yeni Malatyaspor     | 2 – 0           | Hopaspor               |
| Hatayspor            | 2 – 1           | Şanlıurfaspor          |

## Quarto turno
Al quarto turno accedono le 43 squadre vincenti il terzo turno e 9 squadre provenienti dalla Süper Lig.
| Squadra 1        | Risultato       | Squadra 2              |
| ---------------- | --------------- | ---------------------- |
| 24 novembre 2020 |                 |                        |
| Gençlerbirliği   | 1 – 0           | Kırşehirspor           |
| Ankaraspor       | 1 – 1 (0-3 dtr) | Muğlaspor              |
| Boluspor         | 2 – 1 (dts)     | Kahramanmaraş          |
| Giresunspor      | 1 – 1 (8-7 dtr) | Niğde Anadolu          |
| Denizlispor      | 1 – 2           | Turgutluspor           |
| Fatih Karagümrük | 0 – 3           | Esenler Erokspor       |
| Adanaspor        | 2 – 2 (4-3 dtr) | Sakaryaspor            |
| Bursaspor        | 1 – 0           | 1922 Konyaspor         |
| Fenerbahçe       | 4 – 0           | Sivas Belediye Spor    |
| 25 novembre 2020 |                 |                        |
| Bandırmaspor     | 0 – 1           | Darıca Gençlerbirliği  |
| Keçiörengücü     | 1 – 2 (dts)     | Kocaelispor            |
| Tuzlaspor        | 5 – 1           | Sultanbeyli Bld        |
| Yeni Malatyaspor | 2 – 0           | Etimesgut Belediyespor |
| Altınordu        | 3 – 0           | Çorum                  |
| Eskişehirspor    | 2 – 0           | Kastamonuspor          |
| İstanbulspor     | 0 – 1           | Tarsus İdman Yurdu     |
| Hatayspor        | 2 – 2 (4-5 dtr) | Karacabey              |
| Gaziantep        | 3 – 0           | Serik                  |
| Adana Demirspor  | 4 – 1           | Afjet Afyonspor        |
| Antalyaspor      | 2 – 0           | Pendikspor             |
| Çaykur Rizespor  | 6 – 0           | Utaş Uşakspor          |
| 26 novembre 2020 |                 |                        |
| Erzurumspor FK   | 3 – 2 (dts)     | Ankara Demirspor       |
| Kasımpaşa        | 3 – 0           | Erzincanspor           |
| Kayserispor      | 3 – 3 (3-4 dtr) | Hekimoglu Trabzon      |
| Konyaspor        | 7 – 0           | Manisa                 |
| Göztepe          | 2 – 0           | Kırklarelispor         |

## Quinto turno
Al quinto turno accedono le 26 squadre vincenti il quarto turno preliminare e le migliori 6 squadre della Süper Lig 2019-2020.
| Squadra 1           | Risultato       | Squadra 2             |
| ------------------- | --------------- | --------------------- |
| 15 dicembre 2020    |                 |                       |
| Kasımpaşa           | 5 – 0           | Muğlaspor             |
| Çaykur Rizespor     | 3 – 0           | Eskişehirspor         |
| Yeni Malatyaspor    | 5 – 0           | Hekimoglu Trabzon     |
| Göztepe             | 4 – 5 (dts)     | Bursaspor             |
| Galatasaray         | 1 – 0           | Darıca Gençlerbirliği |
| 16 dicembre 2020    |                 |                       |
| Erzurumspor FK      | 5 – 1           | Esenler Erokspor      |
| Gaziantep           | 3 – 2           | Kocaelispor           |
| Alanyaspor          | 5 – 1           | Adanaspor             |
| Trabzonspor         | 2 – 2 (3-4 dtr) | Adana Demirspor       |
| Fenerbahçe          | 1 – 0           | Karacabey             |
| 17 dicembre 2020    |                 |                       |
| Gençlerbirliği      | 0 – 2           | Tuzlaspor             |
| Konyaspor           | 3 – 1           | Altınordu             |
| Antalyaspor         | 1 – 0           | Boluspor              |
| Sivasspor           | 1 – 0           | Giresunspor           |
| İstanbul Başakşehir | 7 – 0           | Turgutluspor          |
| Beşiktaş            | 3 – 1           | Tarsus İdman Yurdu    |

## Ottavi di finale
| Squadra 1        | Risultato       | Squadra 2           |
| ---------------- | --------------- | ------------------- |
| 12 gennaio 2021  |                 |                     |
| Bursaspor        | 0 – 3           | Antalyaspor         |
| Sivasspor        | 2 – 1 (dts)     | Adana Demirspor     |
| Yeni Malatyaspor | 1 – 1 (6-7 dtr) | Galatasaray         |
| 13 gennaio 2021  |                 |                     |
| Konyaspor        | 2 – 1           | Gaziantep           |
| Tuzlaspor        | 1 – 5           | İstanbul Başakşehir |
| Beşiktaş         | 1 – 0           | Çaykur Rizespor     |
| 14 gennaio 2021  |                 |                     |
| Alanyaspor       | 4 – 1           | Erzurumspor FK      |
| Fenerbahçe       | 1 – 0           | Kasımpaşa           |

## Quarti di finale
| Squadra 1        | Risultato       | Squadra 2           |
| ---------------- | --------------- | ------------------- |
| 9 febbraio 2021  |                 |                     |
| Fenerbahçe       | 1 – 2 (dts)     | İstanbul Başakşehir |
| 10 febbraio 2021 |                 |                     |
| Galatasaray      | 2 – 3           | Alanyaspor          |
| 11 febbraio 2021 |                 |                     |
| Sivasspor        | 0 – 1           | Antalyaspor         |
| Konyaspor        | 1 – 1 (2-3 dtr) | Beşiktaş            |

## Semifinali
| Squadra 1     | Risultato   | Squadra 2           |
| ------------- | ----------- | ------------------- |
| 16 marzo 2021 |             |                     |
| Beşiktaş      | 3 – 2 (dts) | İstanbul Başakşehir |
| 17 marzo 2021 |             |                     |
| Antalyaspor   | 2 – 0       | Alanyaspor          |

## Finale
| Arbitro: | Ali Palabıyık |

|  |           |                     |
|  | Marcatori | 3’ Josef 30’ Rosier |